# Nichole-Reine Lepaute

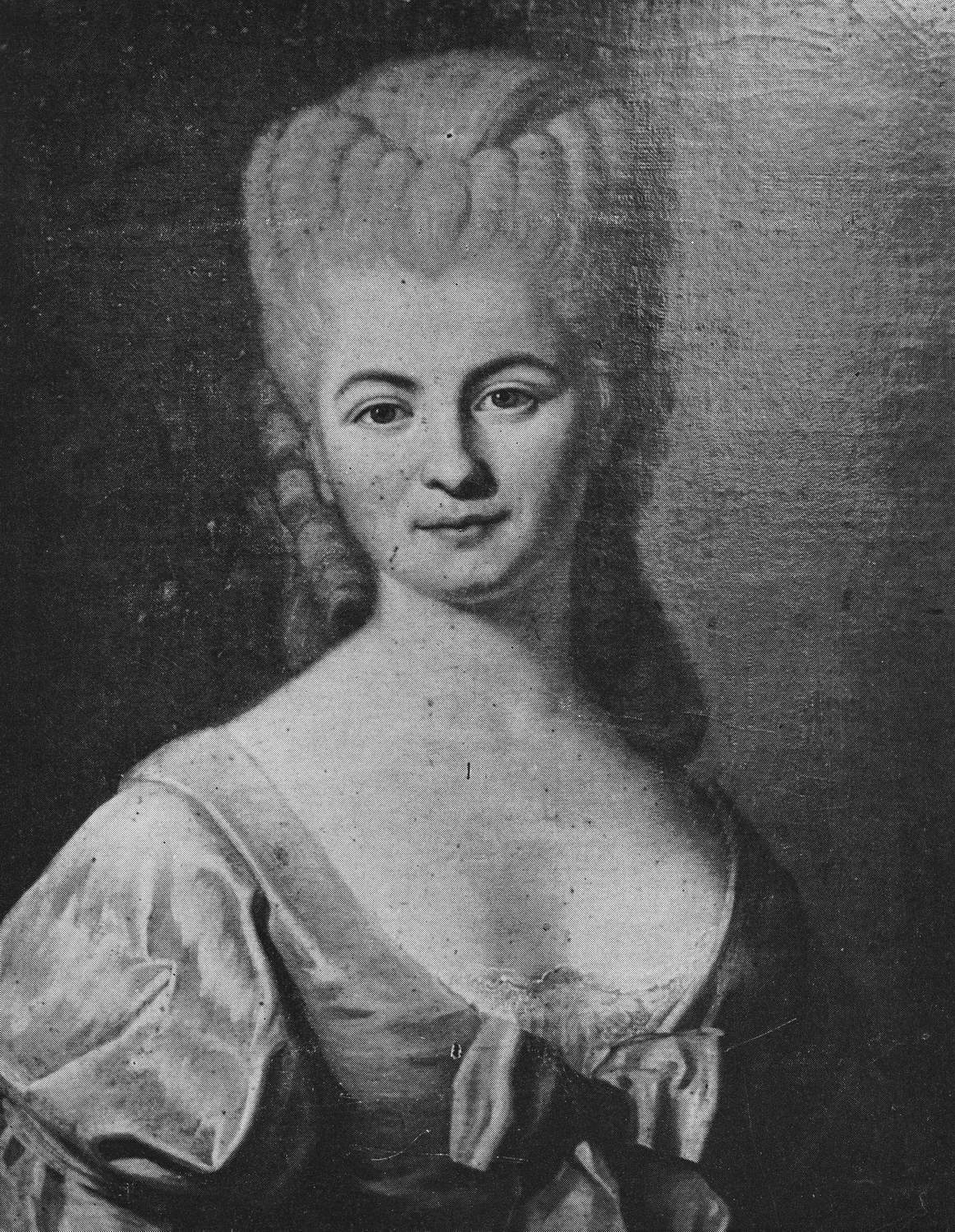
Nichole-Reine Lepaute

Nichole-Reine Lepaute, z domu Étable (ur. 5 stycznia 1723 w Paryżu, zm. 6 grudnia 1788 w Saint-Cloud) – francuska astronomka i matematyczka.

## Życiorys
Urodziła się w Pałacu Luksemburskim w Paryżu, gdzie jej ojciec był na służbie u Elżbiety Orleańskiej, królowej Hiszpanii.
W 1749 roku wyszła za mąż za Jeana-André Lepaute (1709–1789), który pracował jako królewski zegarmistrz. Utworzyła tablicę pokazującą oscylacje wahadła zegarowego o różnych długościach w różnych jednostkach czasu (tę pracę opublikował jej mąż w książce swojego autorstwa: Traité d'horlogerie w 1755 roku). Była to jej pierwsza praca matematyczna.
We współpracy z astronomem Josephem Lalande prowadziła badania, które pozwoliły przewidzieć powrót komety Halleya w 1759 roku. Takie badania wymagały ogromnej ilości obliczeń, szczególnie potrzebnych do ustalenia efektów grawitacyjnych Jowisza i Saturna na orbitę komety. Zajmowała się obliczaniem tablic dla astronomicznego almanachu Connaissance des temps, którego głównym redaktorem był Lalande. Obliczała efemerydy Słońca, Księżyca i planet nas okres 10 lat, wydawane drukiem pod tytułem Ephémérides des mouvements célestes.
Z dwuletnim wyprzedzeniem obliczyła obrączkowe zaćmienie Słońca, widzialne 1 kwietnia 1764 roku. Stworzyła mapę pokazującą czas i zakres tego zaćmienia w całej Europie, która ukazała się w jezuickim czasopiśmie „Mémoires de Trévoux” w czerwcu 1762 roku.
Na jej cześć nazwano krater Lepaute na Księżycu oraz planetoidę (7720) Lepaute.